# Saint-Romain-au-Mont-d’Or

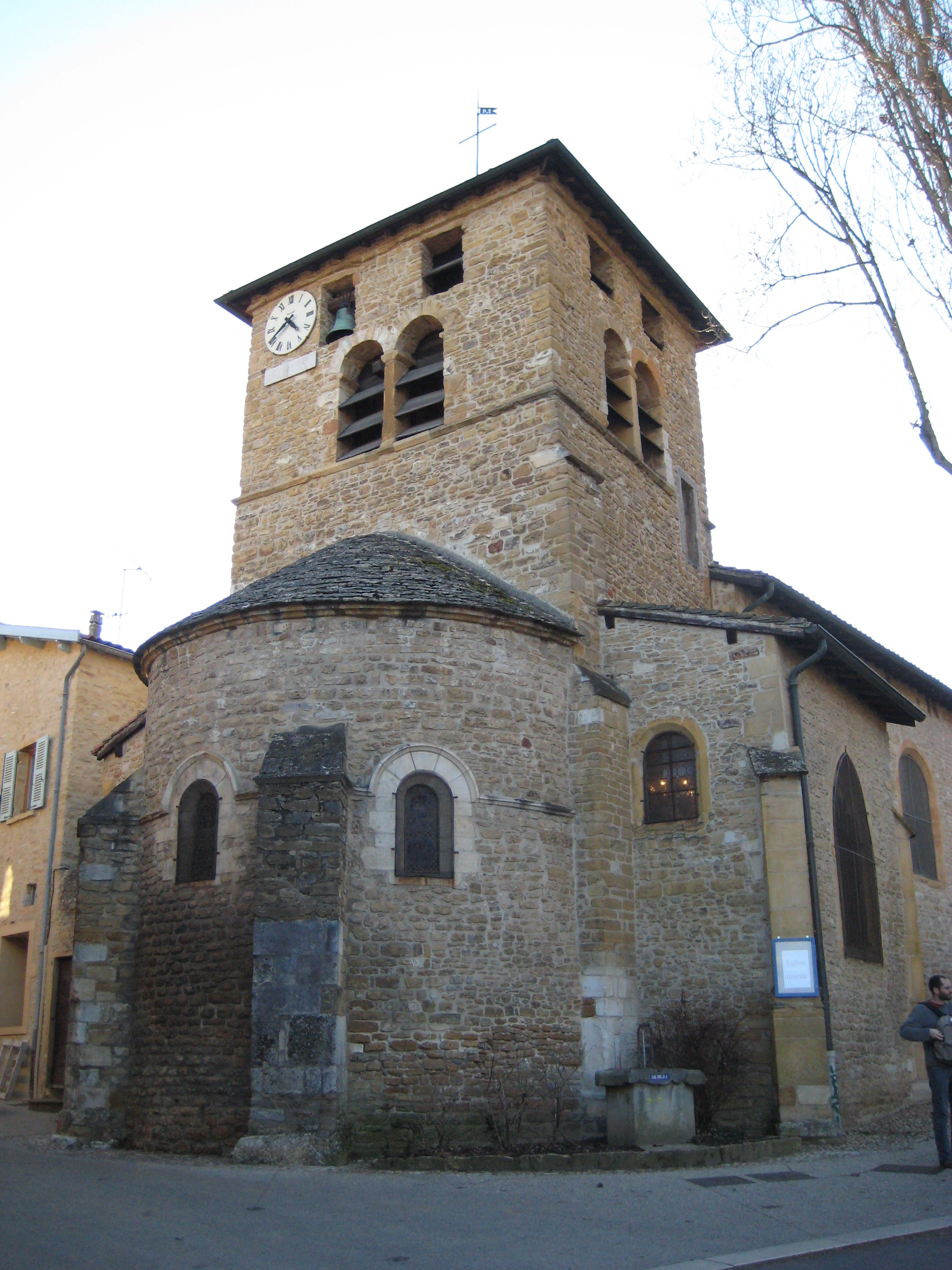
Kościół w Saint-Romain-au-Mont-d’Or, 2008

Saint-Romain-au-Mont-d’Or – miejscowość i gmina we Francji, w regionie Owernia-Rodan-Alpy, w departamencie Rodan.
Według danych na rok 1990 gminę zamieszkiwały 904 osoby, a gęstość zaludnienia wynosiła 345 osób/km² (wśród 2880 gmin regionu Rodan-Alpy Saint-Romain-au-Mont-d’Or plasuje się na 835. miejscu pod względem liczby ludności, natomiast pod względem powierzchni na miejscu 1668.).